# Cerro de Incahuasi
Cerro de Incahuasi är ett berg och en vulkan i Argentina på gränsen mot Chile. Det ligger i provinsen Catamarca, i den nordvästra delen av landet. Toppen på Cerro de Incahuasi är 6 621 meter över havet, eller 1 514 meter över den omgivande terrängen.
Cerro de Incahuasi är den högsta punkten i trakten.
Trakten runt Cerro de Incahuasi är ofruktbar med lite eller ingen växtlighet.